# 2022年澳門
|        | 澳門歷史 \| 澳門歷史年表                                                                                                   |
| 世紀： | 20世紀澳門 \| 21世紀澳門 \| 22世紀澳門                                                                                     |
| 年代： | 1990年代澳門 \| 2000年代澳門 \| 2010年代澳門 \| 2020年代澳門 \| 2030年代澳門 \| 2040年代澳門 \| 2050年代澳門               |
| 年份： | 2018年澳門 \| 2019年澳門 \| 2020年澳門 \| 2021年澳門 \| 2022年澳門 \| 2023年澳門 \| 2024年澳門 \| 2025年澳門 \| 2026年澳門 |
| 紀年： | 壬寅年（虎年）、澳門開埠469周年、澳門回歸23周年                                                                            |

## 主要官員

### 行政
- 行政長官：賀一誠
- 行政法務司司長：張永春
- 經濟財政司司長：李偉農
- 保安司司長：黃少澤
- 社會文化司司長：歐陽瑜
- 運輸工務司司長：羅立文

### 立法
- 立法會主席：高開賢

### 司法
- 終審法院首席法官：岑浩輝
- 檢察長：葉迅生

## 大事時序

### 1月
1月5日，新型冠狀病毒感染應變協調中心宣佈為減少病毒對澳門公共衛生的風險，由1月9日0時起至1月23日晚上11時59分期間，禁止中國以外地區航班搭載乘客前往澳門。此一要求不妨礙其他防疫要求。
1月9日下午1時40分左右，在氹仔雞頸馬路「湖畔公園」巴士站有兩架巴士相撞。現場消息指，一架澳巴30路線巴士（車隊編號：3043）懷疑追尾撞上前方的新福利34路線巴士（車隊編號：K190），5女4男受傷。涉事澳巴車頭擋風玻璃撞至破裂。新福利車尾凹陷、泵把鬆脫墮地。
1月13日，廣東省中山市坦洲鎮新增一例源頭不明的COVID-19確診個案，澳門隨即各防疫措施，包括要求跨境師生進行一次性病毒檢測、展開流行病毒調查對密切接觸者及次密接觸者進行醫學觀察及收緊中國大陸陸路或海路入境澳門的通關措施。
1月14日，廣東省中山市坦洲鎮COVID-19疫情蔓延至珠海市香洲區南屏鎮，澳門各政府部門宣佈收緊珠海市防疫措施包括收緊出入境政策和對跨境師生停課一天。 同日下午，澳門特區政府公佈修改娛樂場幸運博彩法律制度草案，訂明賭牌批給數量最多 6個，明文禁止轉批給，批給期不多於 10年，例外情況下可延長最多 3年。
1月15日，澳門健康碼「場所二維碼」正式實行，進入指定場所包括食肆、學校、政府所有部門或機構及大型娛樂場所等一律需要使用澳門健康碼手機應用程式「掃碼」紀錄行程進入。 同日晚上，珠澳聯防聯控機制澳方工作組接珠海方通知，由1月16日上午6時起經珠澳口岸入境澳門人員需持24小時內有效核酸檢測陰性結果證明通關；從澳門經珠澳口岸到珠海人員維持現行疫情防控措施不變。
1月24日，經修改的《娛樂場幸運博彩經營法律制度》法案在一票反對下一般性通過，經濟財政司司長李偉農表示相關法案並非要扼殺或取締衛星場，而是用三年時間讓其調整物業的問題，而承批公司亦要承擔保障衛星場員工就業的責任。
1月27日至28日，中山市和珠海市全市改列為低風險地區，澳門新型冠狀病毒感染應變協調中心宣佈取消部分防疫措施包括在指定地點接受醫學觀察或健康碼變為黃碼及須接受自我健康管理的措施。同日晚上，經珠澳口岸入境澳門人士由1月29日0時起改為須持48小時內有效核酸檢測陰性結果證明通關。
1月30日，周焯華案再多兩人被捕，懷疑涉及德晉集團主席陳榮煉及瀛海集團主席蔡偉振，涉及犯罪集團、不法經營賭博及洗黑錢等罪，兩人均拒絕合作，相關案件仍然調查中。
1月31日，澳門特別行政區檢察院對德晉集團主席陳榮煉等九人移送至路環監獄羈押候審，瀛海集團主席蔡偉振等三人採取法律規定的其他強制措施。陳榮煉於同日「辭任」澳門勵駿執行董事、董事會聯席主席兼行政總裁。

### 2月
1月下旬至2月上旬，因疫情停辦一年的澳門農曆春節年宵市場和炮竹煙花燃放區恢復舉辦。
2月春節期間，停辦兩年的澳門農曆新年花車巡遊匯演和澳門農曆新年煙花表演復辦，其中花車巡遊為年初三於新口岸新填海區一帶舉行，正月十二在北區一帶舉行。另外2月3日、7日和15日於澳門旅遊塔對開海面舉辦三場農曆新年煙花表演。
2月14日，《澳門特別行政區城市總體規劃 (2020-2040)》正式公佈。
2月16日，新型冠狀病毒感染應變協調中心公佈因應疫情關係，由2月21日0時起12歲或以上由香港和台灣抵澳入境人士須出示已完成COVID-19疫苗初種系列接種後14天，且最後一劑在7個月內接種的證明；或出示不適合或不能接種的醫生證明。
2月17日，“澳門大學新校區連接橫琴口岸通道橋”主體工程進入第二階段施工，預計2023年下半年完工。
2月21日，交通事務局宣佈調整9條公共巴士路線服務，其中9A、10X路線延長服務範圍至青茂口岸周邊，9、59、N2路線增加停靠站點，5AX路線臨時安排調整停靠站點設施改為永久措施，3AX路線延長上午營運服務時間，2路線恢復為雙向線，102X路線來回程取消行經輕軌馬會站一帶。
2月22日，2名由香港經港珠澳大橋抵達澳門的澳門居民COVID-19檢測陽性，其中一名58歲男性居民出現病徵列為澳門第80例COVID-19確診個案，另外一名49歲女性居民列為輸入性無症狀感染者。 同日新型冠狀病毒感染應變協調中心公佈因應香港的疫情變化，由2月25日起所有香港入境澳門的人士，只可入住專為次高風險人士而設的金寶來酒店接受醫學觀察。
2月23日，新型冠狀病毒感染應變協調中心公佈當天新增一名由香港來澳的澳門居民因入境時核酸檢測陽性被列為COVID-19輸入性無症狀感染者，同日公佈澳門至2月23日錄得相關疫情共80例確診個案和29例無症狀感染者。
2月26日，新型冠狀病毒感染應變協調中心公佈新增一宗輸入性COVID-19確診，為澳門第81例病例，患者為香港來澳的澳門居民。
2月28日，中山市公佈一名居於坦洲鎮的女性居民核酸檢測呈陽性，患者曾於2月22日至27日期間多次往返關閘邊檢大樓出入境，其後證實該名人士從事水貨客活動。政府多個部門在當天和隨後數天隨即公佈多項措施。防疫措施方面對關閘廣場周邊進行強制檢測；同年3月1日起對三類重點人群進行為期4天的每天檢測；其後在3月2日更公佈對在關閘出入境的其中780人進行5次病毒檢測。通關措施方面，治安警察局隨即對相關人士禁止入境一年，又對其他出入境次數異常之非澳門居民人士開展禁止入境程序。

### 3月
3月1日，澳門理工學院正式更名為澳門理工大學。
3月2日，新型冠狀病毒感染應變協調中心公佈新增一宗輸入性COVID-19確診，為澳門第82例病例，患者為香港來澳的澳門居民。至3月2日當天澳門已錄得82例確診個案和37例無症狀感染者。
3月12日，新型冠狀病毒感染應變協調中心宣佈，為了減少探親簽注來澳人士在關閘或青茂口岸頻繁出入境帶來的疫情風險，自2022年3月14日午夜起，持往來港澳通行證探親（T）簽注的人士，一天內（即當天0時至23時59分）在關閘或青茂口岸入境次數共達3次或以上，不論所持核酸檢測陰性結果證明何時採樣，均須在每次入境時即時付費接受1次核酸檢測並等候至有核檢結果後方可入境。當局強調相關措施暫時只限持往來港澳通行證探親（T）簽注的人士，入境次數於3月21日起延伸至除橫琴口岸澳門口岸區和珠澳跨境工業區外的所有珠澳出入境口岸。
3月下旬，俗稱紅街市的提督街市展開重整工程，原有的提督街市於3月28日開始關閉並展開重整工程，臨時提督街市亦於3月29日起正式運作。
3月29日，擁有多間貴賓廳和酒店業務的澳門黃金集團宣佈於3月30日結業和停運。

### 4月
4月3日，由2021年10月下旬起因更換電纜工程停運的澳門輕軌氹仔線，在接近半年停駛後正式恢復營運。
4月12日，行政長官賀一誠出席立法會答問會回答議員提問，宣佈在同年5月計劃落實電子消費優惠計劃、祐漢舊區重整工程展開；博彩業方面，特首表示會持續對博彩業進行整頓，包括修改博彩法，又對六大博企在疫下堅持不裁員負出社會責任作出肯定。
4月19日上午9時多，一輛行駛中的澳巴1路線（車輛編號：6019）駛至西灣湖景大馬路近西灣橋口被尾隨一輛澳巴11路線（車輛編號：2002）追尾相撞，1名司機手部被玻璃割傷。
4月21日，在新型冠狀病毒感染應變協調中心每周例行記者會中，衛生局代表宣佈抗病毒藥連花清瘟膠囊已獲藥物監督管理局批准進口及上市；衛生局與跨部門計劃於同年5月上旬舉行室內方艙醫院的跨部門演習。 另外教育及青年發展局代表於記者會上宣佈於2022年7月開始，參與暑期活動及該局轄下中心興趣班的人士及活動章程規定的陪同人士，須在首次活動前出示已完成COVID-19疫苗初種系列全程接種達14天的證明或每次活動前出示7天內自費核酸檢測結果陰性證明。至於學界比賽參加者防疫具體安排將於同年9月前公佈。
4月25日傍晚，澳門內港碼頭近十六浦對開海面有多艘漁船連環大火，期間有漁船發生多次爆炸並波及其他漁船，珠澳兩地政府跨部門派出船隻協助救援。 大火於同日晚上10時許受控，政府跨部門聯合發佈指大火期間共發生6次爆炸，至少6艘漁船嚴重燒毀，事件中無人受傷。 4月26日凌晨，火勢再度死恢復燃，多艘拯救船隻通宵繼續救援，直至同日近中午被救熄仍有冒煙情況，海事局船隻至當天傍晚不斷向起火船隻射水降溫。4月27日傍晚，大火中其中一艘擱淺漁船船頭再度冒煙，現場戒備的救援船隨即射水降溫，遏止險情。 4月28日，海事及水務局表示內港漁船連環大火的的救援工作已基本完成。
4月28日，交通事務局對澳巴71S路線的行程和服務時間作出調整。同日下午，在應變協調中心記者會上，衛生局代表宣佈有限度放寛表演文娛場地入座率達上限75%。同時欣賞文化局舉辦的售票演出或放映活動、教青局室內舉行的學界比賽需完成接種疫苗初種系列或持有有效48小時內核檢陰性證明。  同日晚上，路氹連貫公路圓形地發生致命車禍，一輛旅遊巴與一輛外賣配送電單車在圓形地發生碰撞，電單車司機頭部重創及身體多處受傷，送院後證實不治。
4月29日下午3時，澳門特別行政區行政會於澳門特別行政區政府總部公佈《第三輪抗疫電子消費優惠計劃》行政法規草案，接着下午四時由經濟及科技發展局、澳門金融管理局介紹“第三輪抗疫電子消費優惠計劃”詳情。

### 5月
5月上旬，旅遊局舉辦“2022翱遊澳門無人機表演盛會”於南灣湖舉行。 其中5月1日和5月2日場次因天氣原因延後至5月3日及4日舉行。
5月7日，澳門路氹城某酒店發生兇殺案，司警於當天凌晨接獲消防局通知，在路氹城某酒店房間內發現兩具女性屍體。經調查，發現兩具全身赤裸的女性屍體仰臥在房間窗邊地上，頸項各有勒痕，死因有可疑。
5月10日，地球物理暨氣象局預測同月11日至15日期間將出現強對流天氣包括雷暴、大驟雨伴隨大風的不穩定天氣。 多個政府部門亦嚴陣以待應對相關不穩定天氣，其中教育及青年發展局罕有地首次提前至當天晚上宣佈因應特殊天氣情況，全澳非高等教育各教育階段全日停課，高等院校維持有關颱風及暴雨停課規定執行。
5月17日：
- 湖南省公安廳刑偵總隊通報，涉及澳門路氹城某酒店命案的疑犯趙某潛逃至湖南省懷化市深山中最後被近千警力包圍下落網。[63][64]
- 涉及2020年1月澳門八達新邨滅門兇殺案被判處24年徒刑的35歲在囚中國大陸籍女子於路環監獄囚倉內自縊身亡。[65]

5月18日，珠澳聯防聯控澳方工作組宣布，根據疫情防控需要，經珠澳聯防聯控機制協商一致，並報請上級批准，自2022年5月21日凌晨0時起，珠澳跨境工業區專用口岸通關時間由現行24小時通關，臨時調整為每日早上7時至晚上24時通關，即每日凌晨0時至7時暫停通關，並僅向園區工作人員開放，非園區工作人員不能經跨工區口岸通關。
5月20日，廉政公署公佈《關於湖畔大廈及業興大廈公共位置牆身磁磚嚴重剝落之全面調查報告》。
5月24日：
- 乘客持澳門通卡可直接拍卡入閘乘坐氹仔線，並可享有相關車資優惠。[68]
- 交通事務局展開《澳門陸路整體交通運輸規劃（2021-2030）》（下簡稱「交通運輸規劃」）公開諮詢，規劃的諮詢期至同年7月22日結束。[69]其中規劃文本中提議規劃興建一條跨海纜車連接澳門科學館和新城A區引起社會上的熱議和爭論。[70]

5月25日，交通事務局調整12條巴士線行程和調整行車時間，其中MT4路線取消行經澳門運動場、輕軌排角站一帶，改經氹仔中央公園一帶，本次改動隨即引起爭議和引起大多數市民於社交平台上作出批評，另外，H3路線延伸服務至羅理基博士大馬路一帶，額外增加行車時間，引起少部分市民於社交平台上作出批評。
5月26日：

- 新增一例COVID-19確診個案，屬境外輸入個案，同時為澳門第83例確診個案，另外新增兩例境外輸入無症狀感染個案和一例境外輸入復陽個案。[72]
- 涉非法賭博和洗黑錢案的前太陽城集團董事會主席周焯華被檢察院以涉嫌非法賭博、犯罪集團、欺詐、清洗黑錢罪名作出起訴；另外有21人在同該刑事案件中被起訴。[73]
- 新型冠狀病毒感染應變協調中心宣佈放寬澳門居民外籍配偶和未成年子女豁免入境限制，同時宣佈於6月1日將有一班特別航班協助在上海的學生和居民返回澳門，客機以非包機形式運營，所有乘客抵澳後按防疫要求安排前往醫學觀察酒店接受隔離觀察。[74][75]

5月27日，論盡媒體宣佈旗下的論盡澳門街專題在網站與訊報同步停刊，原因是政治氣氛低迷的環境下而作出相關決定。
5月30日，新型冠狀病毒感染應變協調中心宣佈因應暑假在即，海外回澳居民增加，於6月2日起新增澳門喜來登大酒店作一般自選醫學觀察酒店，供由香港特別行政區來澳人士作醫學觀察，由5月31日中午12時起開放預訂。

### 7月
7月1日至2日：
- 受颱風暹芭影響，氣象局於7月1日 21:30至7月2日 20:30期間發出八號東南風球長達23小時。

7月3日：
- 澳門出現新一輪疫情爆發以來，同時是COVID-19疫情三年來錄得死亡報告，2名患者分別94歲和100歲女性，均為涉疫院舍母親會下環長者綜合服務中心的院友，兩名患者均有慢性基礎疾病[78]。
- 經濟財政司司長李偉農宣佈因應澳門疫情突發情況，迅速推出《2022年百億抗疫援助措施》[79]

7月4日:
- 教育及青年發展局宣佈2022暑期活動所有於7月31日或之前開課的班別取消舉行。至於8月開課的班別，將視乎疫情發展作動態研判，有關安排將提前通知[80]。

7月9日：
- 根據第115/2022號行政長官批示 （页面存档备份，存于），所有從事工商業活動的公司、實體及場所暫停營運7天。[81]

7月10日：
- 根據第116/2022號行政長官批示 （页面存档备份，存于），自2022年7月11日至17日關閉公共部門，但向公眾提供緊急及必需服務的部門除外。另外，有關規定不影響公共部門領導因應本身工作需要、支援防疫或其他符合公共利益的原因而安排公共行政工作人員上班或提供服務。[82]

7月11日：
- 為配合疫情防控工作，7月11日零時至7月18日零時實行相對靜止管理措施，期間僅提供30條特別巴士路線提供有限度運作[83]，並且所有乘客須出示“特許工作證”方能乘搭巴士，如因特殊情況可酌情處理。[84]

7月16日：
- 行政長官根據《澳門特別行政區公報》頒布第119/2022號行政長官批示 （页面存档备份，存于），自2022年7月18日零時至7月23日零時，所有從事工商業活動的公司、實體及場所繼續暫停營運，但是維持社會必要運作及居民生活所需的公司或場所不受影響。[85]

7月17日：
- 教育及青年發展局宣佈與體育局合辦的2022暑期活動全部班別取消舉行。[86]

7月18日：
- 為防止疫情的傳播，7月18日零時至7月23日零時繼續實行相對靜止管理措施。[87]
- 交通事務局臨時開設15S（15路線特班車），方便往返路環島偏遠地區居民在區內維持基本維生出行需要，乘搭該路線無需出示“特許工作證”，只需出示澳門健康碼“綠碼”即可上車。[88][89][90]

7月20日：
- 《澳門特別行政區公報》頒佈第123/2022號行政長官批示，規定自2022年7月23日凌晨零時至7月30日凌晨零時，除了維持社會必要運作及居民生活所需的公司或場所繼續正常運營之外，其他從事工商業活動的公司或場所在遵守衛生當局的防疫指引要求的前提下可有限度運營，但托兒所、購物中心內的店舖，以及樓宇的室內裝修工程仍須暫停營運。[91][92][93]

7月22日：
- 為配合防疫“鞏固期”，交通事務局宣佈大部分日間常規路線恢復正常運作，有5條巴士路線（2條日間常規路線和3條特班車路線）暫停營運，另外增設5條尖峰時段特班車通勤路線往返澳門半島各區至離島各個主要地盤。[94][95]

7月25日：
- 首個位於戶外的常態核酸檢測站，祐漢街市公園核酸檢測站 (一般核檢站) 啟用，開放預約時段為每日上午7時至11時及下午5時至凌晨12時。[96][97][98]

7月27日：
- 行政長官頒佈第135/2022號政長官批示，設立娛樂場幸運博彩經營批給公開競投委員會。[99]

7月28日
- 澳門特別行政區政府行政長官頒布批示，於《澳門特別行政區公報》刊登第136/2022號行政長官批示，展開新一輪娛樂場幸運博彩經營批給的公開競投，遞交標書的期間為7月29日至9月14日。[100]

7月31日
- 澳門疫情進入“穩定期”，食肆禁堂食措施解禁，但需持三天內核酸檢測陰性證明；多個公共場所、體育設施獲准重開。[101][102]

### 12月
12月1日
- 兩名與七旬的士司機有共同軌跡的人士感染，被列為輸入關聯COVID-19確診病例，相關人士分別是“生記海鮮飯店”食客和一名於鏡湖馬路“棠記美食”任兼職同時於東南學校幼稚園任職校工，應變協調中心表示相關社區傳播的風險較低[103]。
- 11月份賭收29.99億澳門元，較10月下趺百分之23，按年則跌55.6%。1至11月累計博彩毛收入387.16億元，按年減少50.9%[104]。
- 周焯華案完成結案陳詞，初級法院合議庭宣佈案件於2023年1月18日上午9時30分宣判[105]。
- 行政長官賀一誠等主要官員到澳門中聯辦，弔唁前中共中央總書記、中國國家主席江澤民，而行政會委員、立法會議員、司法機關人員等各級官員逾三百人亦於當天下午前往悼念。追悼大會將於12月6日上午10時在北京人民大會堂舉行[106]。

12月2日
- 澳門特別行政區行政會完成討論《澳區國安法》法案[107]、《醫學輔助生殖技術》法律草案[108]。
- 澳門旅遊局宣佈原訂12月3日起開幕的“幻彩耀濠江”活動延至12月9日起舉行[109]。
- 新增兩宗輸入和兩宗管控中發現輸入關聯COVID-19個案，其中兩例輸入個案由北京市抵澳，另外兩例屬七旬的士司機確診病例的延伸感染群組[110]。

12月3日
- 位於澳門半島西南區的媽閣交通樞紐正式啟用，率先開放地面廣場、巴士總站及停車場。[111]
- 交通事務局對部分巴士路線進行調整，包括調整於原媽閣總站的路線調整至媽閣交通樞紐內地庫一層的巴士總站開出；對部分巴士路線新增、調整和取消巴士站點等，另外部分臨時措施改為永久措施。[112]

12月4日
- 第41屆澳門國際馬拉松順利舉行，賽會嚴格遵守衛生部門的防疫要求，並緊密溝通和留意疫情變化，三項比賽共有12,000人參加[113]。
- 再新增5例COVID-19陽性感染個案，其中一人為澳門國際馬拉松的半程馬拉松比賽參賽者，另一名為醫院護士懷疑於工作期間受感染。而珠海通報一名已離澳的中國大陸旅客在當地核檢陽性[114]。
- 應變協調中心調整「紅碼區」措施，指特區政府的疫情防控政策和措施一直和國家保持高度一致，措施將同棟兩戶或以上出現感染者的大廈才設為紅碼大廈；若只有一戶居住者出現感染者，該棟大廈設為黃碼大廈[115]。

12月5日
- 德晉集團負責人陳榮煉涉不法賭博案正式開審[116]。
- 特區公報刊登社會文化司司長批示，核准COVID-19快速抗原自我檢測試劑收費，澳門居民、外地僱員及非居民的高等教育學生可以每份四元購買。有關措施於十二月六日起生效[117]。

12月6日
- 澳門對中國大陸入境防疫措施調整，即日起由低風險和常態化管理區入境者毋須集中隔離[118]。
- 中國共產黨已故第三代領導核心、前中共中央總書記江澤民追悼大會於北京人民大會堂舉行，全國默哀3分鐘。追悼大會舉行時，特區政府主要官員、行政會委員、各部門領導、立法機關及司法機關工作人員將收看直播，全體公務人員參與默哀，期間特區政府汽車及船隻會鳴笛3分鐘，本澳4個高點警報系統亦會鳴響3分鐘致哀。所有由政府舉辦或資助的娛樂及慶祝活動今日停止；全澳高等院校及中、小、幼學校下半旗致哀，以及停辦慶祝活動[119][120]。
- 社文司歐陽瑜表示，隨著Omicron病毒威力逐漸變弱，大部分感染者以無症狀感染佔大比數，出現重症和死亡案例的機率較低。隨著中國大陸近日宣布將逐步放寛防疫政策，澳門衛生當局目前不斷研究對應策略，並強調做好病毒會進入社區的心理準備，但政府絕對不會允許澳門無限制地大爆發，而是有規劃地放開，强調放開並不等同於「躺平」[121]。

12月7日
- 路環保安部隊射擊場發生槍擊案，一名治安警警員訓練射擊期間中右大腿中槍受傷送院，子彈擦傷右大腿造成裂傷，現時情況穩定，沒有大礙。保安部隊高等學校（下稱保安高校）表示，是受傷的警務人員是於1997年入職治安警察局。保安高校將連同治安警察局對事件作進一步調查，確定問題所在[122]。
- 新型冠狀病毒感染應變協調中心公佈12月6日新增19例COVID-19感染個案，當中12人有症狀，列為確診病例， 7人暫無症狀，列為無症狀感染者，合共16例屬社區中發現，當中有11例為內地輸入個案，11月28日至當時累計78名感染者[123]。
- 司警揭發一家三口，即一對60多歲夫婦及兩人的兒子聯同一名地產經紀涉嫌開設逾600間空殼公司，申領政府經濟援助，當中的113間公司於2021年取得“百億抗疫援助”款項，涉及詐騙金額近300萬澳門元[124]。

12月8日
- 澳門特區政府公佈《澳門陸路整體交通運輸規劃（2021‐2030）》諮詢總結報告及規劃文本，期間共收到1,611份社會意見及建議，經整理及分類，總計歸納出20,840條具體意見[125]。
- 新型冠狀病毒感染應變協調中心召開新聞發佈會，公布大規模調整防疫措施，包括派發「抗疫包」、設置「感染者社區門診」、調整黃紅碼區設置；以及優化由中國大陸及中國大陸以外來澳的入境措施，所有額外核酸及抗原檢測措施全面取消[126]。

12月9日
- 行政會完成討論《減免承批公司博彩毛收入撥款的施行細則》行政法規草案。各娛樂場對持有外國護照，以旅遊、商務目的入境人士，他們可在專用區域、使用專用籌碼博彩，這可較易計算他們創造出來的博彩毛收入，從而減免博企繳納相關撥款[127]。
- “2022幻彩耀濠江”正式啟動，活動以“閃亮冬日”為主題，透過“旅遊＋”的跨界融合，結合公共藝術及創新科技，以不同的展演項目主題帶來燈光裝置、互動遊戲、光雕表演及燈飾佈置，打造沉浸式的夜間燈光體驗[128]。

12月10日
- 新型冠狀病毒感染應變協調中心召開新聞發佈會，宣佈12月14日起進入常態化新增陽性個案疫情過渡期的第二階段[129]。

12月12日
- 行政長官賀一誠公佈第48/2022號行政命令，授予運輸工務司司長羅立文一切所需權力，代表澳門特區政府與中華人民共和國公安部簽署駕照互認協議[130]。
- 2021年澳門立法會選舉一宗賄選案完成偵查，涉案提名委員會受託人涉嫌向200多名本地居民提供免費旅遊、餐飲及禮品，以收集足夠的選民簽名，向立法會選舉管理委員會遞交該組別的提名確認申請表。涉案組別受託人、導遊及200多名選民涉嫌觸犯《立法會選舉法》中的賄選罪，案件已移送檢察院處理[131]。
- 澳門特別行政區全國人民代表大會代表第十四屆選舉於當天上午舉行，由15位候選人中投票選出12人，在517名選舉會議成員中，有486人出席，會議有效。在收回的選票中，482張為有效票、4張廢票[132]。

12月13日
- 受寒潮影響，地球物理暨氣象局預計12月17日和18日最低氣溫將下降到5至8℃，達至嚴寒水平[133]。
- 因應澳門進入過渡期的第二階段及推出感染者居家隔離治療措施，應變協調中心宣佈全澳酒店業場所可接待陽性患者和密切接觸者[134]。另外，12月14日至18日開展第二階段“抗疫包”派發工作[135]。

12月14日
- 澳門進入第二階段常態化疫情過渡期，政府向合資格人士派發“抗疫包”，社區門診亦同日起正式運作[136]。
- 珠澳口岸通關核酸陰性證明措施延長至12月21日午夜[137]。

12月15日
- 新型冠狀病毒感染應變協調中心因應國家衛健委公佈，當前核酸檢測實行願檢盡檢的策略，許多無症狀感染者不再參加核酸檢測，無法準確掌握無症狀感染者的實際數量，從12月14日起不再公佈無症狀感染者數據，只公佈確診患者數據。而相關數據只反映有明顯症狀和或肺炎表現的感染者才列為確診患者，只計入入住衛生局隔離治療措施的人士，因此按新標準於12月14日單日新增45例確診患者[138]。
- 立法會大會細則性通過《2023年財政年度預算案》法案[139]。
- 2023年度道路工程計劃公佈，當局至今接獲204宗由政府部門及公共事業機構提出的明年道路工程施工計劃[140]。

12月16日
- 新型冠狀病毒感染應變協調中心公佈，自2022年12月17日0時起，優化由香港、台灣及外國入境澳門的人士防疫措施，統一改為5天居家隔離醫學觀察及3天離境限制措施[141]。
- 《特區公報》頒布行政長官批示，公佈了新一輪博彩經營批給公開競投的最終判給結果，行政長官代表澳門特區同六間獲判給的公司簽署了批給合同[142]。

12月18日
- 再多2名COVID-19疫情患者死亡，有基礎疾病史，自11月28日起疫情累計4人死亡[143]。
- 阿里雲香港機房節點發生故障，導致澳門多個政府、傳媒的網站和應用程式無法訪問使用[144]。 mFood外賣平台表示亦受該事件影響，至下午無法提供外賣服務[145]。

12月19日
- 新型冠狀病毒感染應變協調中心公佈，12月20日0時起由中國大陸直接來澳、港台或外國來澳人士乘搭交通工具時，均須持採樣後72小時核檢陰性證明。經珠海市來澳，入境時須持採樣日後72小時內核檢陰性證明[146]。
- 為減少疫情對企業運作影響，衛生局推出染疫員工復工三級制[147]。
- 地球物理暨氣象局制定《海嘯警告信號系統》，並經由第224/2022號行政長官批示核准，將於2023年1月1日起生效[148]。
- 澳門特別行政區政府公佈澳門2022年度頒授勳章、獎章和獎狀名單[149]。

12月20日
- 澳門回歸中華人民共和國23周年，澳門特別行政區政府於當天隆重舉行升旗儀式，其後舉行慶祝特區成立二十三周年招待酒會[150]。
- 特首賀一誠於特區成立23周年酒會宣佈，「澳門學生科普衛星一號」已成功從中國空間站組合體釋放入軌[151]。
- “澳車北上”政策措施正式公佈，最快於2023年1月1日可經港珠澳大橋珠海公路口岸入境[152][153]。

12月21日
- 澳門COVID-19疫情升洞，多間銀行分行停運，大多數食肆因員工染疫需暫停營業或只提供外賣服務[154][155]。

12月23日
- 應變協調中心由午夜起調整由香港、台灣和外國入境澳門防疫措施，取消5天居家隔離醫學觀察加3天不准離境措施外，取消落地核酸檢測澳門健康碼為“紅碼”及入境翌日起計第3天接受核酸檢測。並改為5天入境後自我健康管理措施，並自入境翌日起計連續5天，每天進行快速抗原檢測並將結果上載至澳門健康碼。第５天上載快速抗原檢測陰性結果後，澳門健康碼轉為“綠碼”[156]。
- 澳門廉政公署完成對六國飯店文保工作投訴的調查，認為自1991年起，六國飯店歷任業權人均無履行當時文物保護法律所賦予的義務，直接導致六國飯店嚴重失修，長期處於近乎被棄置的狀況，當時文化部門及工務部門未及時依法追究有關行政違法的責任，導致有關責任因時效而消滅，顯示過去有關部門的監督力度存在不足[157]。
- 位於氹仔的「益隆炮竹廠舊址遊徑」正式啟用[158]。

12月24日
- 行政長官賀一誠完成前往北京述職後會面傳媒，對於政府推算目前本澳染疫人數為六分之一人口，與居民感覺有落差，被問到政府如何有效執行預案及措施？行政長官賀一誠強調，政府有做預案應對疫情，但任何預案都有改善空間。目前不少感染者未必申報，政府難以有確實數字，故只能推論，“我哋唔會有好實嘅數字”。並認為或因很多工作場所有很多員工染疫，故大眾感覺染疫比例較大[159]。

12月25日
- 行政長官賀一誠前往山頂醫院和鏡湖醫院視察，了解COVID-19患者診治及醫護工作情況。賀一誠感謝前線醫護堅守崗位、救死扶傷，勉勵前線醫護人員現階段全力以赴，為澳門居民的身體健康及生命安全做好各項工作[160]。

12月26日
- 一輛運載石油氣貨車於青洲化驗所街近茵豪薈疑撞向行人路欄杆後翻側，貨車司機受傷但拒絕送院[161]。
- 應變協調中心取消所有重點風險人群核酸檢測安排[162]。

12月29日
- 藥物監督管理局表示，關注到巿場上部份抗疫藥物及用品需求的變化，為最大程度滿足多數居民的需求，該局更新限購指示，即日生效，每人每次限購的類別和數量如下：止痛退熱藥一盒或一瓶；複方感冒藥一盒或一瓶；化痰止咳藥一盒或一瓶；快速抗原檢測試劑十劑[163]。

12月31日
- 因疫情關係停辦三年，位於西灣湖廣場舉行的澳門除夕倒數活動晚會正式復辦[164]。

## 逝世
- 藍瓊纓：已故賭王何鴻燊二房太太，於該年6月11日因癌症在香港養和醫院病逝，享年79歲[165]。
- 文禮治：第126任澳門總督，於1987年7月9日宣誓就職，後被揭發涉嫌受賄，在1991年辭任；於該年10月23日在葡萄牙里斯本逝世，享年95歲[166]。